# Indignados (film)
Indignados è un documentario del 2012 diretto da Tony Gatlif.